# Çorovodë
Çorovodë è una frazione del comune albanese di Skrapar (prefettura di Berat).
Si trova  nella parte meridionale del paese; è anche chiamata "la città dei salici piangenti" per la presenza di numerosi alberi di questa specie.
Durante il periodo comunista era un centro commerciale molto attivo ma col tempo ha perso importanza, poiché molta della sua popolazione è emigrata, soprattutto in Grecia oppure nei centri economici ed industriali più importanti dell'Albania: Tirana e Durazzo.
Già comune autonomo, la riforma amministrativa del 2015 ne ha disposto l'accorpamento con gli ex-comuni di Çepan, Bogovë, Gjerbës, Leshnjë, Potom, Qendër Skrapar, Vendreshë e Zhepë per costituire il nuovo comune di Skrapar.